# Alex Txikon
Alex Txikon (12. prosince 1981 Lemoa, Španělsko) je španělský horolezec. Jeho nejvýznamnějším výstupem je první zimní výstup na Nanga Parbat, vystoupil zatím na 11 osmitisícovek
Narodil se v roce 1981 v Baskickém autonomním společenství, má 12 sourozenců, z nichž je nejmladším. Již od mládí ho zajímaly hory a horolezectví. S lezeckou kariérou začal v Pyrenejích a Picos de Europa později lezl i v Alpách. Nejvyšší hory ho zaujaly při prezentaci Juanita Oiarzabala z K2.
Do Himálaje odjel poprvé v roce 2002 jako kameraman v týmu Edurne Pasabanové. V tomto roce se také pokoušel o sedmitisícovky na Pamíru. První osmitisícovku zdolal v roce 2003, vystoupil na Broad Peak v Karákóramu. O rok později byl již úspěšný dvakrát, vystoupil na Čo Oju a Makalu, pokoušel se i o K2, kde dosáhl výšky 7400 metrů. V roce 2005 se neúspěšné pokoušel o prvovýstup v západní stěně Makalu. Roku 2006 lezl v Antarktidě a v Tibetu se pokoušel o zdolání Šiša Pangmu, na níž uspěl o rok později. V roce 2008 začal lézt s Edurne Pasabanovou, jejímž cílem bylo vylézt všech 14 osmitisícovek. S ní poté vylezl do roku 2010 4 osmtisícovky, z toho Šiša Pangmu dvakrát. Roku 2011 se poprvé pokusil vystoupit na osmitisícovku v zimě, byl autorem vůbec prvního zimního pokusu o Gašerbrum I, který neuspěl, ovšem v létě téhož roku se do Pákistánu vrátil a během 6 dnů zdolal oba nejvyšší vrcholy masivu Gašerbrum. Navíc se ještě znovu pokoušel o K2, kde dosáhl téměř 8000 metrů. V roce 2012 byl účastníkem expedice do Grónska, roku 2013 jako první vylezl Laila Peak v zimě. Téhož roku se obrátil 20 metrů pod vrcholem Nuptse kvůli špatným podmínkám na vrcholovém hřebeni a zdolal též Lhoce. V roce 2015 se účastnil zimního pokusu o zdolání vrcholu Nanga Parbat. Roku 2016 se vrátil v jedné z několika expedic. Postupně došlo k odjezdu některých horolezců a zbylí se proto spojili do jednoho týmu. Na konci února společně se Simonem Morem a Muhammadem Ali Sadparou jako první lidé vystoupili na vrchol Nanga Parbat v zimě.
K dosažení všech 14 osmitisícových vrcholů mu chybí tři nejvyšší, Mount Everest, K2 a Kančendženga.

## Úspěšné výstupy na osmitisícovky
- 2003 Broad Peak (8051 m)
- 2004 Makalu (8485 m)
- 2004 Čo Oju (8201 m)
- 2007 Šiša Pangma (8013 m)
- 2008 Dhaulágirí (8167 m)
- 2008 Manáslu (8163 m)
- 2009 Šiša Pangma (8013 m)
- 2010 Annapurna (8091 m)
- 2010 Šiša Pangma (8013 m)
- 2011 Gašerbrum I (8068 m)
- 2011 Gašerbrum II (8035 m)
- 2013 Lhoce (8516 m)
- 2016 Nanga Parbat (8126 m) – první zimní výstup

## Ostatní úspěšné výstupy
- 2005 Pik Lenina (7134 m)
- 2013 Laila Peak (6096 m) – první zimní výstup